# VV De Spechten
VV De Spechten is een voormalige amateurvoetbalclub uit Eindhoven.
De club werd opgericht op 20 augustus 1926 onder de naam Picusvereeniging en als bedrijfsvoetbalclub van de Houtindustrie Picus te Eindhoven. In de allereerste statuten stond dan ook de tekst vermeld dat enkel werknemers in vaste dienst van de N.V. Houtindustrie Picus, voorheen J. Bruning & Zoon, lid konden zijn van de Picusvereeniging. In 1938 werd de naam veranderd in Sportvereeniging Picus. In 1942 moest de naam op last van de KNVB worden gewijzigd en in augustus 1943 is de naamswijziging in VV De Spechten dan geregistreerd.
Op sportief gebied werd de club regionaal bekend door te promoveren in 1941 naar de Zuidelijke Eerste klasse, het hoogste niveau binnen het toenmalig Nederlands voetbalsysteem. Daarin verbleef de club tot de degradatie in 1949. Bij De Spechten deed men als een van de eerste clubs in Nederland aan spelersbetalingen, hoewel men later niet mee kon met de professionalisering van het voetbal medio jaren 50. Van eind jaren 60 tot de eerste helft van de jaren 80 was de club als amateurclub een stabiele Tweedeklasser.
Vanaf de tweede helft van de jaren 80 ging het sportief bergafwaarts en naderhand ook op financieel gebied. Het ledental zakte aanzienlijk en mede daardoor en de sportieve prestaties haakten sponsoren af. In 1997 eindigde de club op de laatste plaats in de Vierde klasse en zou men degraderen naar de Vijfde klasse. De club hield echter op te bestaan vanwege een faillissement.

## Competitieresultaten 1929-1997
| 2 3C |

| 2 3D |

| 1 3D |

| 10 2B |

| 1 3F |

| 4 2B |

| 9 2B |

| 4 2B |

| 5 2B |

| 4 2B |

| 3 2B |

| 4 D |

| 1 2C |

| 9 |

| 8 |

| 9 |

|  |

| 10 |

| 9 |

| 7 |

| 11 |

| 9 2B |

| 6 2A |

| 5 2A |

| 3 2A |

| 4 2B |

| 5 2A |

| 1 2A |

| 3 1C |

| 2 1C |

| 2 1C |

| 8 1C |

| 10 1D |

| 3 1E |

| 4 1E |

| 4 1E |

| 6 1E |

| 9 1E |

| 7 1E |

| 12 1E |

| 5 2A |

| 10 2A |

| 5 2A |

| 11 2A |

| 10 2A |

| 11 2A |

| 5 2A |

| 9 2A |

| 4 2A |

| 3 2A |

| 5 2A |

| 5 2A |

| 4 2A |

| 10 2A |

| 6 2A |

| 11 2A |

| 11 3A |

| 7 4D |

| 8 4C |

| 9 4C |

| 3 4D |

| 3 4D |

| 1 4D |

| 8 3A |

| 12 3A |

| 5 4D |

| 3 4D |

| 4 4C |

| 12 4H |

- tot en met seizoen 1942/'43 als Picus
- seizoen 1944/'45 in september 1944 stilgelegd vanwege de oorlogsomstandigheden

| Eerste klasse | Tweede klasse | Derde klasse | Vierde klasse | Noodcompetitie |

In elke staaf van de grafiek staat van boven naar beneden vermeld: 
- Eindnotering

Dit is de positie die de club heeft bereikt in de competitie, zonder eventuele beslissings-, play-off- of nacompetitiewedstrijden die nodig zijn geweest om bijvoorbeeld de kampioen van de competitie te bepalen.
Indien een * achter het getal staat is de notering een tussenstand en kan het zijn dat de notering niet overeenkomt met de uiteindelijke eindstand van de competitie.
Staat er een - dan is het seizoen nog bezig en is er geen definitieve uitslag bekend.
Staat er xx op de positie van de notering, dan heeft de club vroegtijdig de competitie verlaten. Dit kan onder andere komen door terugtrekking van het team, faillissement van de club of door een uitgedeelde straf van de KNVB. In veel gevallen staat elders in het artikel de reden vermeld.
Staat er een ? dan is het resultaat uit het verleden onbekend, en is alleen de competitie of het niveau bekend van dat seizoen.
In de seizoenen 2019/20 en 2020/21 werd wegens de coronacrisis het amateurvoetbal afgebroken. Daardoor kennen deze staven geen eindklassering (middels -- weergegeven).
- Competitieniveau en afdelingsletter of Officiële eindstand Eredivisie
  - Competitieniveau en afdelingsletter

Hierbij geeft het getal het niveau weer, dat ook terug te vinden is in de legenda. De letter is de afdelingsaanduiding en wordt gebruikt wanneer er meer afdelingen zijn op hetzelfde niveau. De afdelingsletter is altijd een hoofdletter en wordt meestal zonder nummer gebruikt.
Voorbeeld: 2F is niveau 2e klasse competitie F.
Het competitieniveau en nummer wordt niet vermeld wanneer er slechts één competitie van dit niveau was.
  - Officiële eindstand Eredivisie (getal staat tussen haakjes vermeld)

Sinds de introductie van play-offwedstrijden voor Europees voetbal na afloop van de reguliere competitie in 2005/06, is de KNVB verplicht een eindstand van de Eredivisie door te geven aan de UEFA aan de hand van deze play-offwedstrijden.
Bij deze eindstand staan clubs die zich hebben gekwalificeerd voor Europees voetbal hoger dan clubs die zich niet wisten te kwalificeren. Indien er geen verschil was tussen de eindnotering en de officiële eindstand, staat dit getal niet vermeld.

- Onderafdeling

Hier staat afgekort de naam van de onderafdeling indien de club in dat jaar in een onderafdeling uitkwam. Tevens staat deze afkorting in de legenda en wordt gelinkt naar het artikel over deze onderafdeling. Deze afkorting wordt alleen vermeld wanneer de club in het verleden in verschillende onderafdelingen heeft gespeeld. Deze vermelding is in de staaf altijd in kleine letters. Deze onderafdelingen zijn na het seizoen 1995/96 afgeschaft. Heeft de club in slechts één onderafdeling gespeeld, dan is dit alleen terug te vinden in de legenda.
Onder de staaf staat het jaartal vermeld waarin het seizoen is afgesloten. 15 verwijst naar het seizoen 2014/15 of eventueel het seizoen 1914/15.
Wanneer een staaf leeg is, zijn deze gegevens niet bekend. Het kan ook zijn dat de club dat seizoen niet heeft meegespeeld op het hogere amateurniveau, vroegtijdig de competitie heeft verlaten of uit de competitie is gezet.

In het seizoen 1944/45 was er wegens de Tweede Wereldoorlog geen regulier competitievoetbal.

## Bekende oud-spelers
- Harry Lubse
- Stefan Venetiaan
- Adrie van Kraaij
- Twan Scheepers